# Zelanda (zoologia)
Zelanda Özdikmen, 2009 è un genere di ragni appartenente alla famiglia Gnaphosidae.

## Distribuzione
Le 6 specie note di questo genere sono state reperite in Nuova Zelanda.

## Tassonomia
Nel 2009 l'aracnologo Özdikmen ha variato la precedente denominazione di Taieria Forster, 1979, attribuita da Forster a seguito di un'analisi degli esemplari tipo Megamyrmaekion erebum (L. Koch, 1873), in quella attuale; in quanto Taieria Finlay & Marwick, 1937, era una denominazione già utilizzata nel gasteropodi fossili della famiglia Cassidae. Al 2016 è un sottogenere del genere Galeodea Link, 1807.
Non sono stati esaminati esemplari di questo genere dal 2011.
Attualmente, a gennaio 2016, si compone di 6 specie:
- Zelanda elongata (Forster, 1979) — Nuova Zelanda
- Zelanda erebus (L. Koch, 1873)[2] — Nuova Zelanda
- Zelanda kaituna (Forster, 1979) — Nuova Zelanda
- Zelanda miranda (Forster, 1979) — Nuova Zelanda
- Zelanda obtusa (Forster, 1979) — Nuova Zelanda
- Zelanda titirangia (Ovtsharenko, Fedoryak & Zakharov, 2006) — Nuova Zelanda